# Allylalcohol
Allylalcohol of prop-2-een-1-ol is een organische verbinding met als brutoformule C3H6O. Het is een kleurloze vloeistof die bij lage concentraties een alcoholachtige geur heeft. Bij hogere concentraties is de geur onaangenaam met een mosterdachtige geur.
Allylalcohol wordt gebruikt als pesticide en als grondstof voor de productie van andere chemicaliën, waaronder 1,4-butaandiol.
Het kan bereid worden door hydrolyse van allylchloride of allylacetaat, isomerisatie van propeenoxide, dehydrogenering van 1-propanol of door reactie van glycerol en mierenzuur.